# 중구 (타이중시)

중 구의 위치

중 구(한국어: 중구, 중국어: 中區, 병음: Zhōng Qū)는 중화민국 타이중시의 시할구이다. 넓이는 0.8803km2이고, 인구는 2015년 8월 기준으로 19,158명이다.

## 지리
중 구는 타이중 시의 중심에 위치하고 타이중 시의 구 중에서는 최소 면적의 행정구이다. 타이중 시 및 타이완 중부의 교통의 중심지이지만 최근에는 상업 형태의 교외화 전환과 일본 통치 시대의 도시계획에 의거해 만들어진 당시의 도로가 좁아 자동차 교통이 불편한 것도 있어 상업 방면에서는 쇠퇴가 계속되고 있고 인구도 감소 경향에 있다.

## 교통

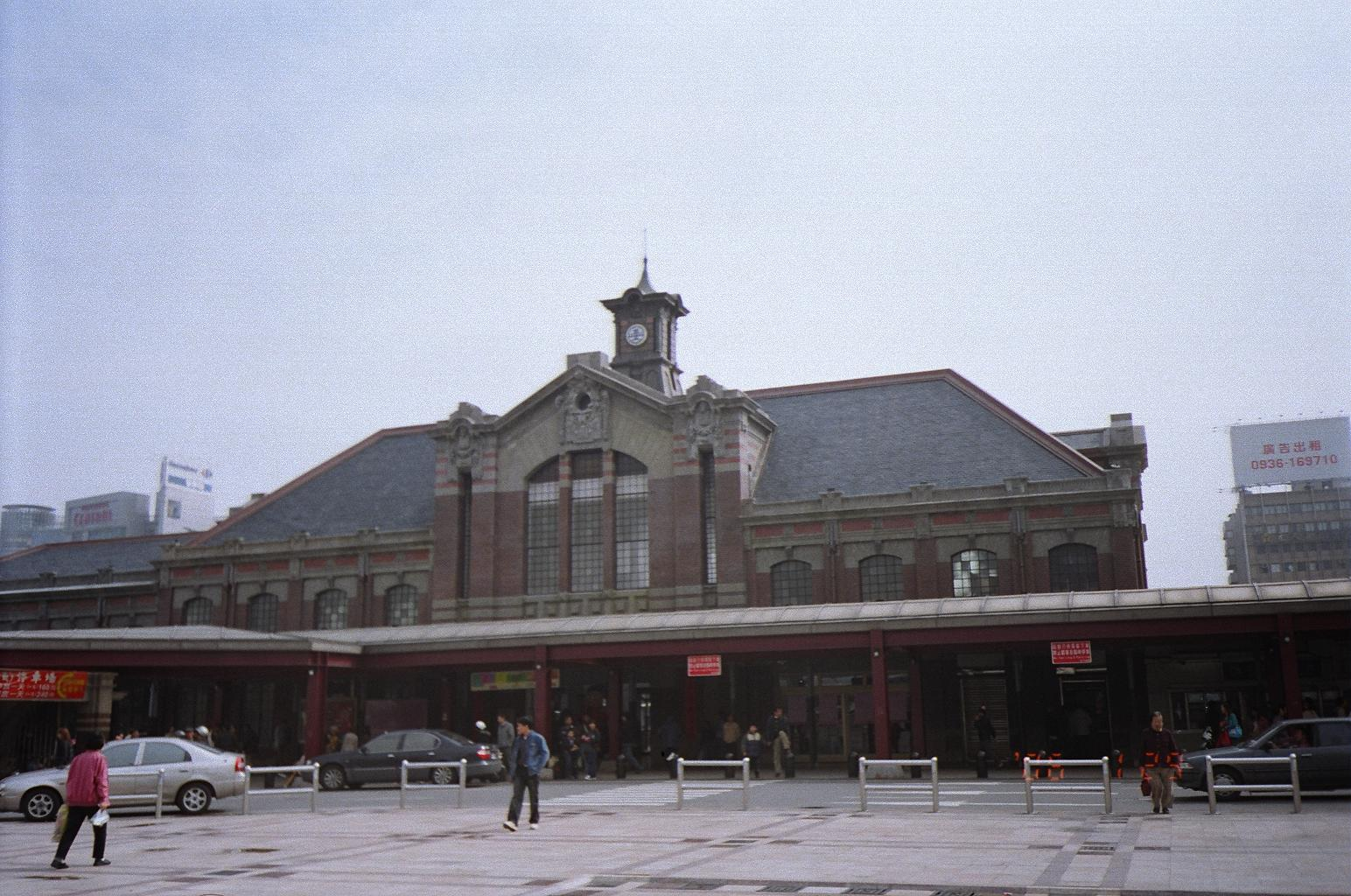
타이중 역

- 타이완 철로관리국 타이중 선

## 같이 보기
- 타이중시